# Salverino De Vito
Salverino De Vito (Bisaccia, 24 gennaio 1926 – Avellino, 12 dicembre 2010) è stato un politico italiano.

## Biografia
Ministro del Mezzogiorno nel primo Governo Craxi, nel secondo Governo Craxi e nel sesto Governo Fanfani, presidente della commissione Bilancio del Senato, sindaco di Bisaccia, divenne noto soprattutto per essere stato l'ideatore della legge 44/1986 sull'imprenditoria giovanile.
Con il contributo di Marcello Vittorini, fu uno degli ispiratori della legge 14 maggio 1981, n. 219 (Conversione in legge, con modificazioni, del decreto-legge 19 marzo 1981, n. 75, recante ulteriori interventi in favore delle popolazioni colpite dagli eventi sismici del novembre 1980 e del febbraio 1981 - Provvedimenti organici per la ricostruzione e lo sviluppo dei territori colpiti).
Non essendo stato rieletto deputato alle elezioni politiche del 1994, si ritirò definitivamente dalla politica attiva.
Morì, dopo una breve malattia, a quasi 85 anni.